# Ilhéu de Rosto de Cão

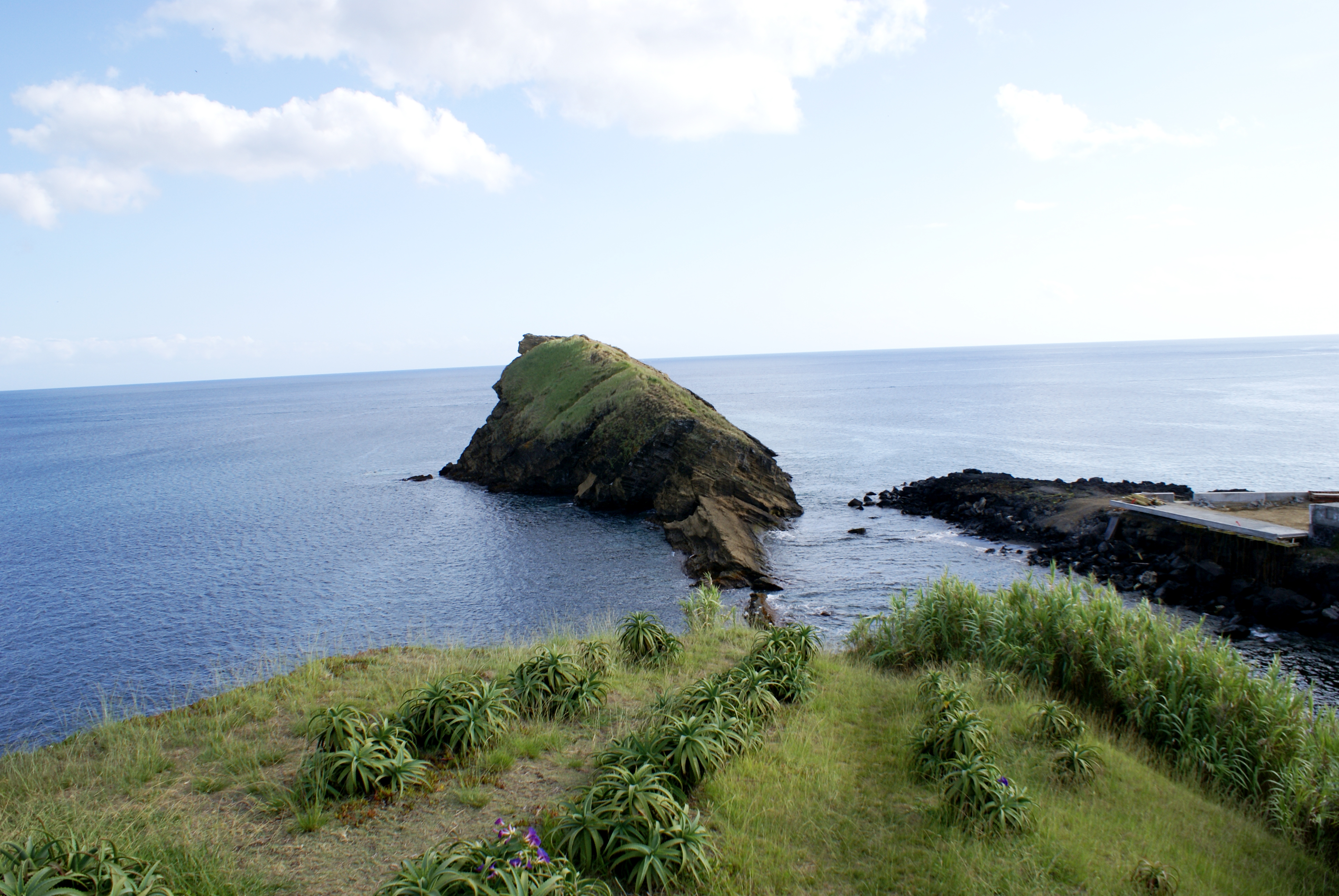
Ilhéu de São Roque, Ponta Delgada.

O Ilhéu de Rosto de Cão localiza-se na costa sul da ilha de São Miguel, próximo à cidade de Ponta Delgada.
Este ilhéu apresenta-se como uma pequena e estreita península de material palagonítico relativamente litificado, que se estende cerca de 80 metros mar a dentro a partir da linha de costa, atingindo uma altura máxima de cerca de 35 metros.
O ilhéu é constituído pelos restos muito desmantelados de um pequeno cone litoral, formado a menos de um centena de metros da costa, que a ela se juntou devido à acumulação de materiais eruptivos (num processo semelhante aos do vulcão dos Capelinhos, embora de muito menor dimensão).
O vulcão está instalado na falha que sai do Pico do Boi e vai até Rosto de Cão, marcando o local onde ela mergulha no mar.
Junto ao ilhéu está construído o Miradouro do Ilhéu de São Roque um miradouro que permite uma interessante vista da costa sul da ilha na região que se estende desde Ponta Delgada até além da cidade da Lagoa. Em tempos existiu nas imediações um pequeno fortim.
O ilhéu, dada a sua vegetação e a presença de aves marinhas foi considerado biótopo protegido, e incluído como zona de paisagem protegida na Reserva Ecológica Regional, pela alínea d) do n.º 1 do artigo 9.º do Regulamento do Plano de Urbanização de Ponta Delgada e Áreas Envolventes, ratificado pelo Decreto Regulamentar Regional n.º 37/2000/A, de 14 de Dezembro.
Para leste do ilhéu, na Praia do Pópulo e na Praia das Milícias e costa adjacente, deu-se o desembarque das forças de D. António I a 17 de Julho de 1582, nas vésperas da batalha naval de Vila Franca.